# Collema coniophilum
Collema coniophilum är en lavart som beskrevs av Goward. Collema coniophilum ingår i släktet Collema och familjen Collemataceae.   Inga underarter finns listade i Catalogue of Life.